# 尖葉擬蕨蘚
尖葉擬蕨蘚（学名：Pterobryopsis acuminata）为蕨蘚科擬蕨蘚屬下的一个种。

## 扩展阅读
- 維基物種上的相關：尖葉擬蕨蘚